# Darabok
A Darabok a Vad Fruttik negyedik stúdióalbuma. 2013. december 10-én jelent meg a Megadó Kiadó kiadásában. A lemez elkészítésében közreműködött Likó Marcell, Győrffy Gyula, Hock Attila, Hock Zoltán és Kerekes Gergely.

## Számlista
| 1.                     | Darabokban               | 4:22 |
| 2.                     | Válaszok nélkül          | 4:08 |
| 3.                     | Szemben a Nappal         | 3:51 |
| 4.                     | Sebek                    | 3:13 |
| 5.                     | Másodpercek és Decibelek | 2:39 |
| 6.                     | Pipacs                   | 3:43 |
| 7.                     | Éjszaka                  | 3:58 |
| 8.                     | Kollázs                  | 4:13 |
| 9.                     | Orgonák                  | 3:17 |
| 10.                    | Egy Napra                | 4:18 |
| Teljes játékidő: 37:36 |                          |      |

## Külső hivatkozások
- Kritika a NOWmagazin.hu-n Archiválva 2016. június 17-i dátummal a Wayback Machine-ben
- Kritika a zenefuleimnek.blog.hu-n
- Kritika a langologitarok.blog.hu-n
- Kritika a MYMUSIC.hu-n